# شهرستان ورنن (ویسکانسین)
شهرستان ورنن، ویسکانسین (به انگلیسی: Vernon County, Wisconsin) یک سکونتگاه مسکونی در ایالات متحده آمریکا است که در ویسکانسین واقع شده‌است.

## خصوصیات
شهرستان ورنن ۲٬۱۱۳٫۴۴ کیلومترمربع مساحت دارد.

## نگارخانه

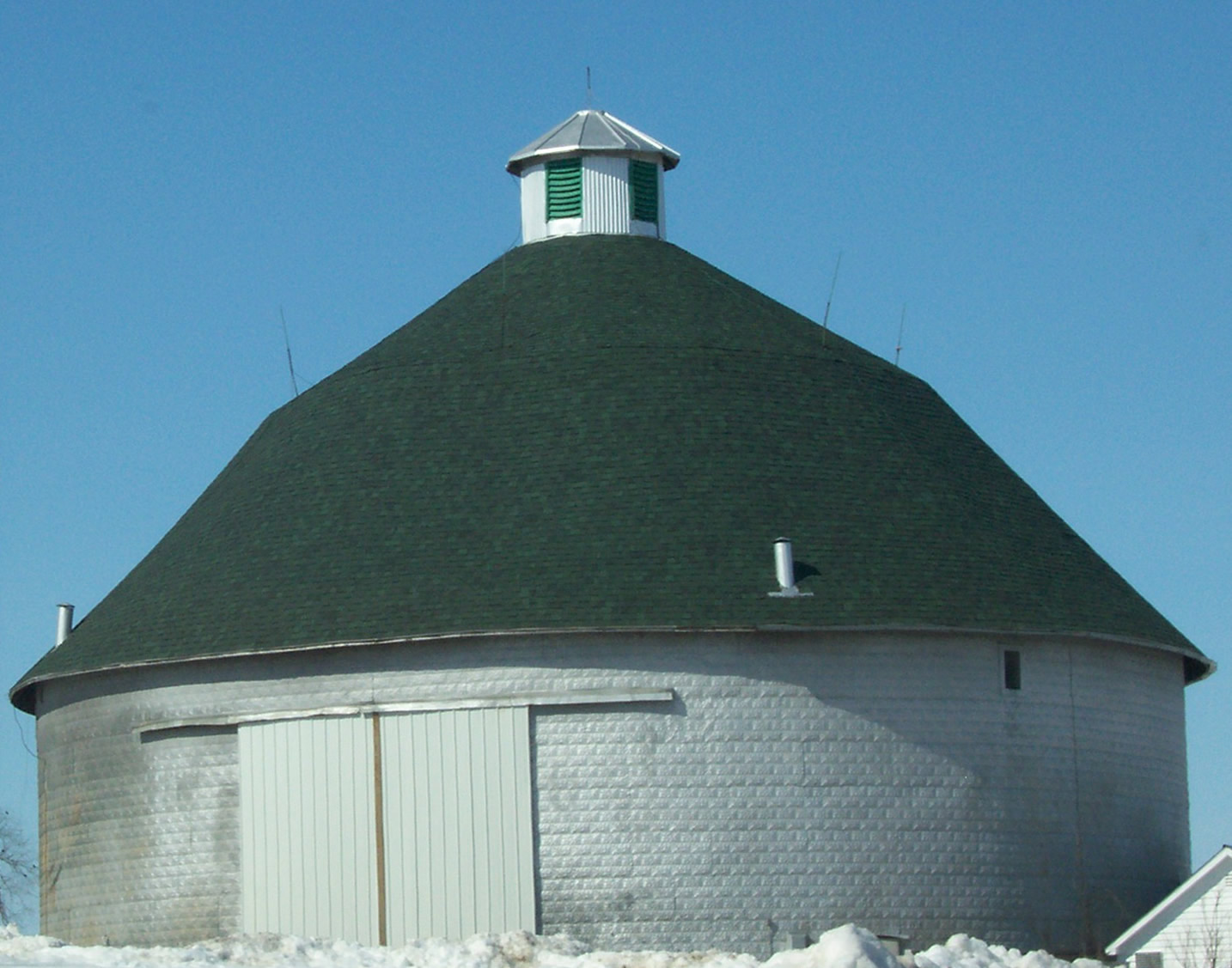
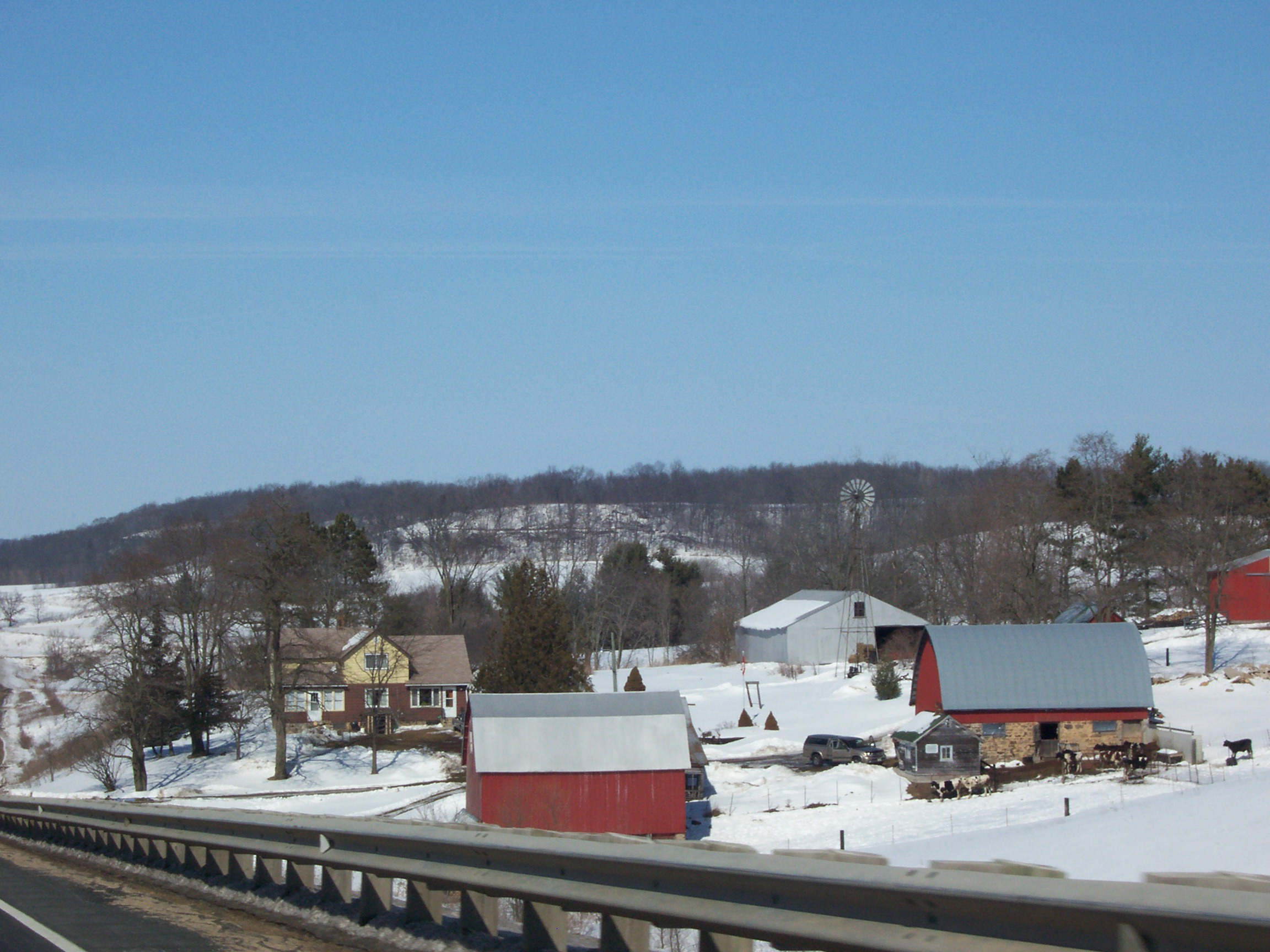
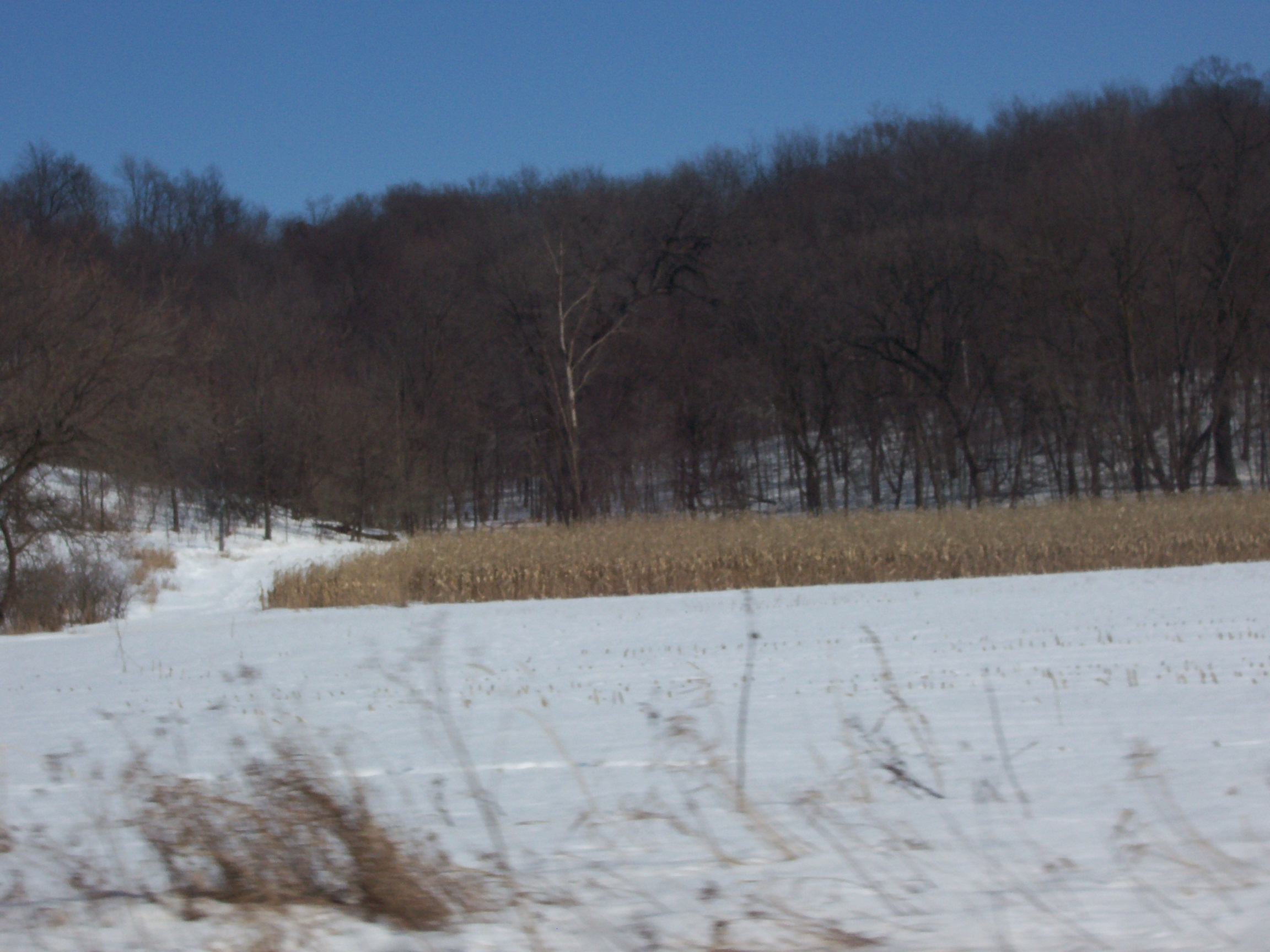
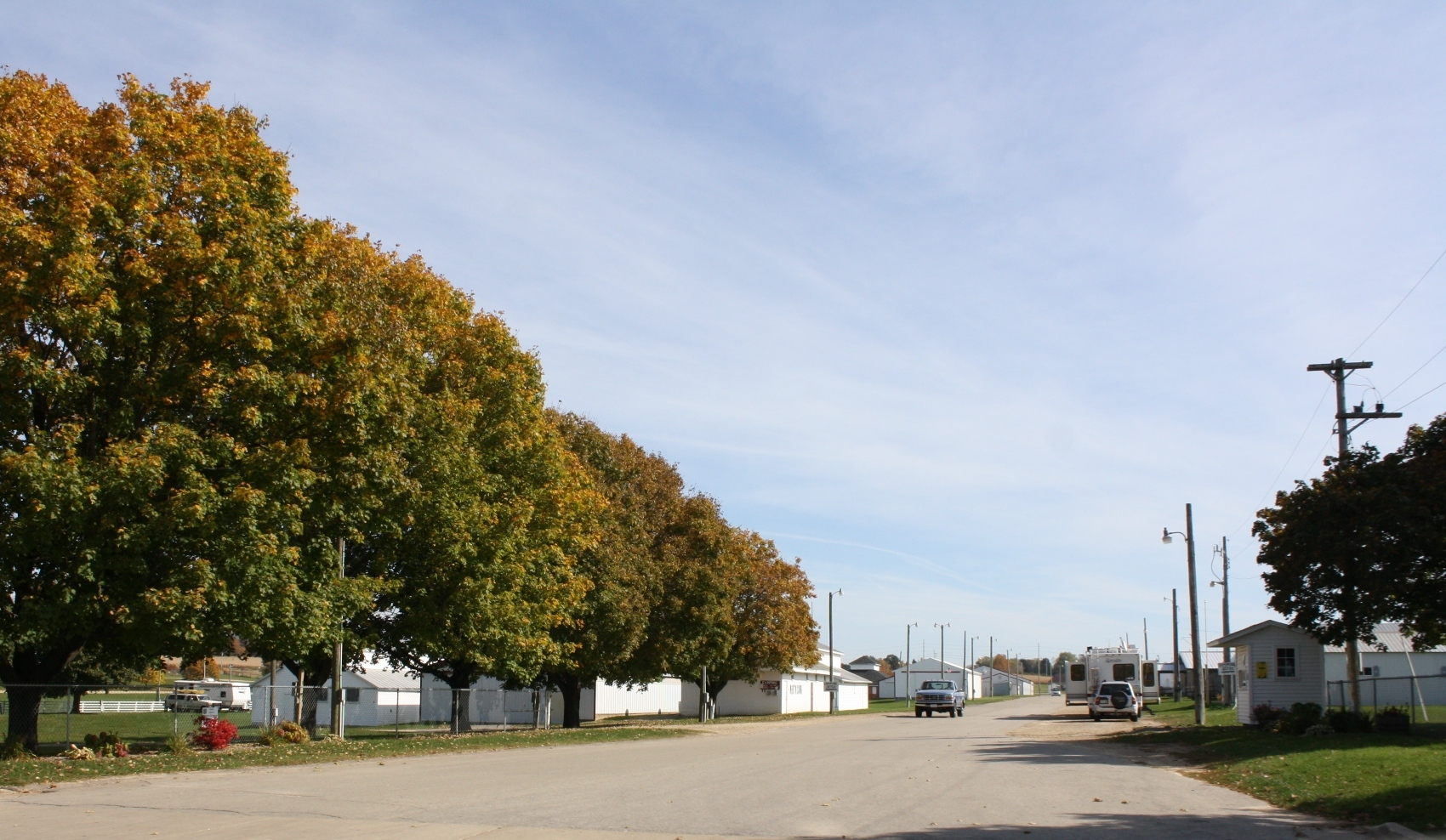
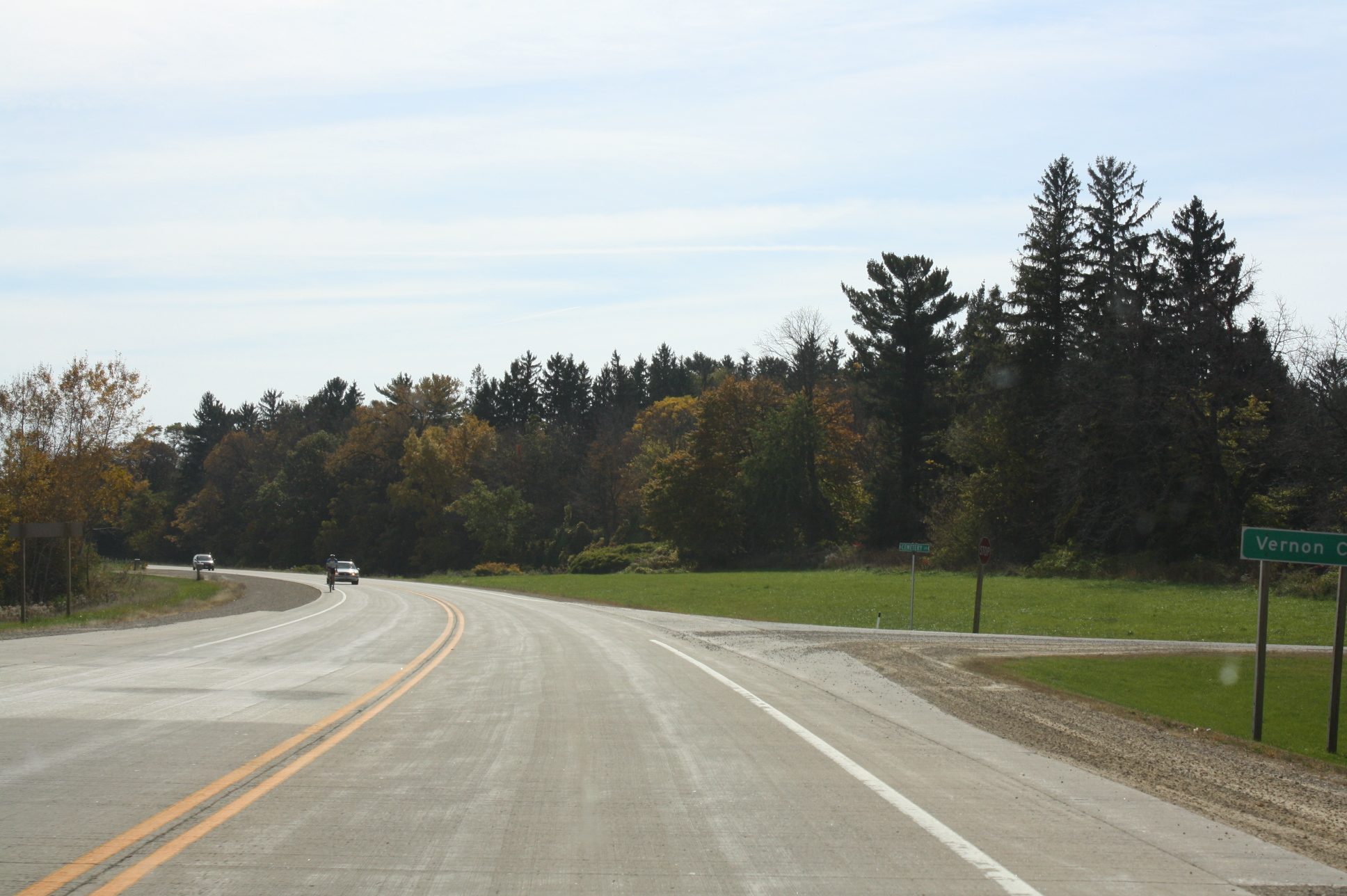